# Aspinilimonina postocellaris
Aspinilimonina postocellaris är en tvåvingeart som beskrevs av Papp 2004. Aspinilimonina postocellaris ingår i släktet Aspinilimonina och familjen hoppflugor.
Artens utbredningsområde är Sri Lanka. Inga underarter finns listade i Catalogue of Life.